# نوک ساک (واشینگتن)
نوک ساک (به انگلیسی: Nooksack) شهری در شهرستان واتکام ایالت واشنگتن است که در سرشماری سال ۲۰۱۰ میلادی، ۱۳۳۸ نفر جمعیت داشته است.